# Жупанија Бихор
Бихор (рум. Judeţul Bihor, мађ. Bihar megye) је жупанија у северозападном делу Румуније. Управно средиште жупаније је град Велики Варадин (Орадеа), а битни су и градови Салонта, Маргита и Бејуш.

## Положај
Жупанија Бихор је погранична жупанија према Мађарској на западу. Са других стана окружују је следеће жупаније:
- ка северу: Сату Маре
- ка североистоку: Салаж
- ка истоку: Клуж
- ка југоистоку: Алба
- ка југу: Арад

## Природни услови
Жупанија припада историјској покрајини Кришана. Бихор је западном половином равничарски и панонски, док је источном половином планински (планина Бихор). Река Кереш протиче средином жупаније у правцу исток — запад.

## Становништво
| 1948.   | 1956.   | 1966.   | 1977.   | 1992.   | 2002.   | 2011.   | 2021.   |
| ------- | ------- | ------- | ------- | ------- | ------- | ------- | ------- |
| 536.323 | 574.488 | 586.460 | 633.094 | 638.863 | 600.246 | 575.398 | 551.297 |

Према попису из 2021. године, жупанија Бихор је имала 551.297 становника што је за 24.101 мање (-4,19%) у односу на 2011. када је на попису било 575.398 становника. По броју становника је десета највећа од 41 румунске жупаније (11. рачунајући и Букурешт).
Према последњем попису из 2021. године, већину становништва чинили су Румуни (62,97%), а од мањина највише је било Мађара (20,39%), Рома (2,02%) и Словака (0,88%). Од укупно 101 административно-територијалне јединице, у 79 већину су чинили Румуни (међу којима су и градови Велики Варадин, Маргита, Бејуш, Алешд, Штеј, Вашкау и Нучет), у 21 Мађари (међу којима су и градови Салонта, Сакуени и Ваља луј Михај), а у једној Словаци (у општини Шинтеу).
| Етнички састав према попису из 2021.‍ | Етнички састав према попису из 2021.‍ | Етнички састав према попису из 2021.‍ | Етнички састав према попису из 2021.‍ | Етнички састав према попису из 2021.‍ |
| ------------------------------------ | ------------------------------------ | ------------------------------------ | ------------------------------------ | ------------------------------------ |
|                                      |                                      |                                      |                                      |                                      |
| Румуни                               | Румуни                               |                                      | 347.148                              | 62,97%                               |
| Мађари                               | Мађари                               |                                      | 112.387                              | 20,39%                               |
| Роми                                 | Роми                                 |                                      | 36.837                               | 6,68%                                |
| Словаци                              | Словаци                              |                                      | 4.860                                | 0,88%                                |
| Немци                                | Немци                                |                                      | 529                                  | 0,10%                                |
| Италијани                            | Италијани                            |                                      | 180                                  | 0,03%                                |
| Јевреји                              | Јевреји                              |                                      | 135                                  | 0,02%                                |
| Остали                               | Остали                               |                                      | 793                                  | 0,14%                                |
| Непознато                            | Непознато                            |                                      | 48.428                               | 8,78%                                |